# Albània durant la Primera Guerra Mundial
Albània durant la Primera Guerra Mundial era un estat independent, després d'haver obtingut la independència de l'Imperi Otomà, el 28 de novembre de 1912, després de la Primera Guerra dels Balcans. Va ser reconegut per les Grans Potències com el Principat d'Albània, després que l'Imperi Otomà renunciés oficialment a tots els seus drets el maig de 1913.
En ser un nou país en moviment, es va desfer ràpidament i només uns mesos després de prendre el poder, el seu governant, l'aristòcrata alemany, el príncep Guillem de Wied, es va veure obligat a fugir. Després de l'esclat de la Primera Guerra Mundial, l'anarquia es va apoderar del país a mesura que les tribus i les regions es van rebel·lar contra el govern central. Per protegir la minoria grega, el control grec es va establir als districtes del sud en substitució de les unitats de l'Epir del Nord a partir de l'octubre de 1914. En resposta a això, Itàlia, encara que oficialment neutral, també va enviar tropes al port de Vlorë, mentre que Sèrbia i Montenegro van prendre el control de les regions del nord.
El 1915, Sèrbia va ser envaïda per les forces combinades alemanyes, austrohongareses i búlgares; l'exèrcit serbi es va retirar pels passos muntanyosos del nord d'Albània, cap a l'Adriàtica. Les tropes italianes van expulsar els grecs del sud d'Albània i van assolir gairebé tot el territori albanès sota el seu control. Les forces austrohongareses van envair el juny de 1916; Les forces austrohongareses van romandre a Albània fins al final de la guerra, quan una força aliada multinacional va irrompre i les va expulsar el 1918.

## Antecedents
Albània va ser un país creat només uns anys abans de la Primera Guerra Mundial. Després de les guerres dels Balcans, Sèrbia, Montenegro i Grècia van ocupar i reclamar parts d'Albània. Es va decidir que Guillem de Wied, un príncep alemany, es convertiria en el líder del nou Principat d'Albània. El principat sota Guillem de Wied es va establir el 21 de febrer de 1914 i el príncep Guillem va arribar a Durrës (la capital provisional d'Albània) el 7 de març de 1914 juntament amb la família reial. La seguretat d'Albània havia de ser proporcionada per una gendarmeria comandada per oficials neerlandesos. Dins d'Albània s'anomenava rei Guillem; fora d'Albània, el príncep Guillem.

La regió de l'Epir, repartida entre Grècia i Albània; Regió grega de l'Epir (taronja). Extensió aproximada de la major concentració de grecs al «Nord de l'Epir», principis del segle xx (verd)[3]
Principat d'Albània, 1916

La part sud del país, l'Epir del Nord, que malgrat tenir una gran població grega es va convertir en part d'Albània quan els soldats grecs van marxar, es va rebelar contra Guillem. Sota la pressió de les grans potències, els grecs van fer marxa enrere en les demandes d'independència i es van dur a terme negociacions a l'illa de Corfú, on el 17 de maig de 1914 representants albanesos i epirotes van signar un acord conegut com el Protocol de Corfú. Segons els seus termes, l'Epir del Nord adquiriria una existència autònoma completa (com a corpus separatum) sota la sobirania nominal albanesa del príncep Guillem. L'acord del Protocol va ser ratificat pels representants de les Grans Potències a Atenes el 18 de juny i pel govern albanès el 23 de juny.

## La Primera Guerra Mundial
Només un mes després que els albanesos signessin el Protocol de Corfú el 23 de juny de 1914, va esclatar la guerra a Europa. Oficialment, a partir del 28 de juliol de 1914, la guerra va fer caure Albània.

### Revolta i sortida del príncep Guillem
Un mes després d'acceptar el tron el 7 de març, el rei Guillem va arribar a la seva capital provisional de Durrës i va començar a organitzar el seu govern, nomenant Turhan Paixà Përmeti per formar el primer gabinet albanès. L'aixecament musulmà al centre d'Albània va ser un dels factors que va provocar la retirada del príncep del país i la caiguda de l'anomenat «regne de sis mesos» en vigílies de la Primera Guerra Mundial. Aquest primer gabinet estava dominat per membres de la noblesa (príncep Esad Paixà Toptani, ministre defensa i afers exteriors; príncep George Adamidi bey Frachery, ministre de finances; i príncep Aziz Paixà Vrioni, ministre d'agricultura).

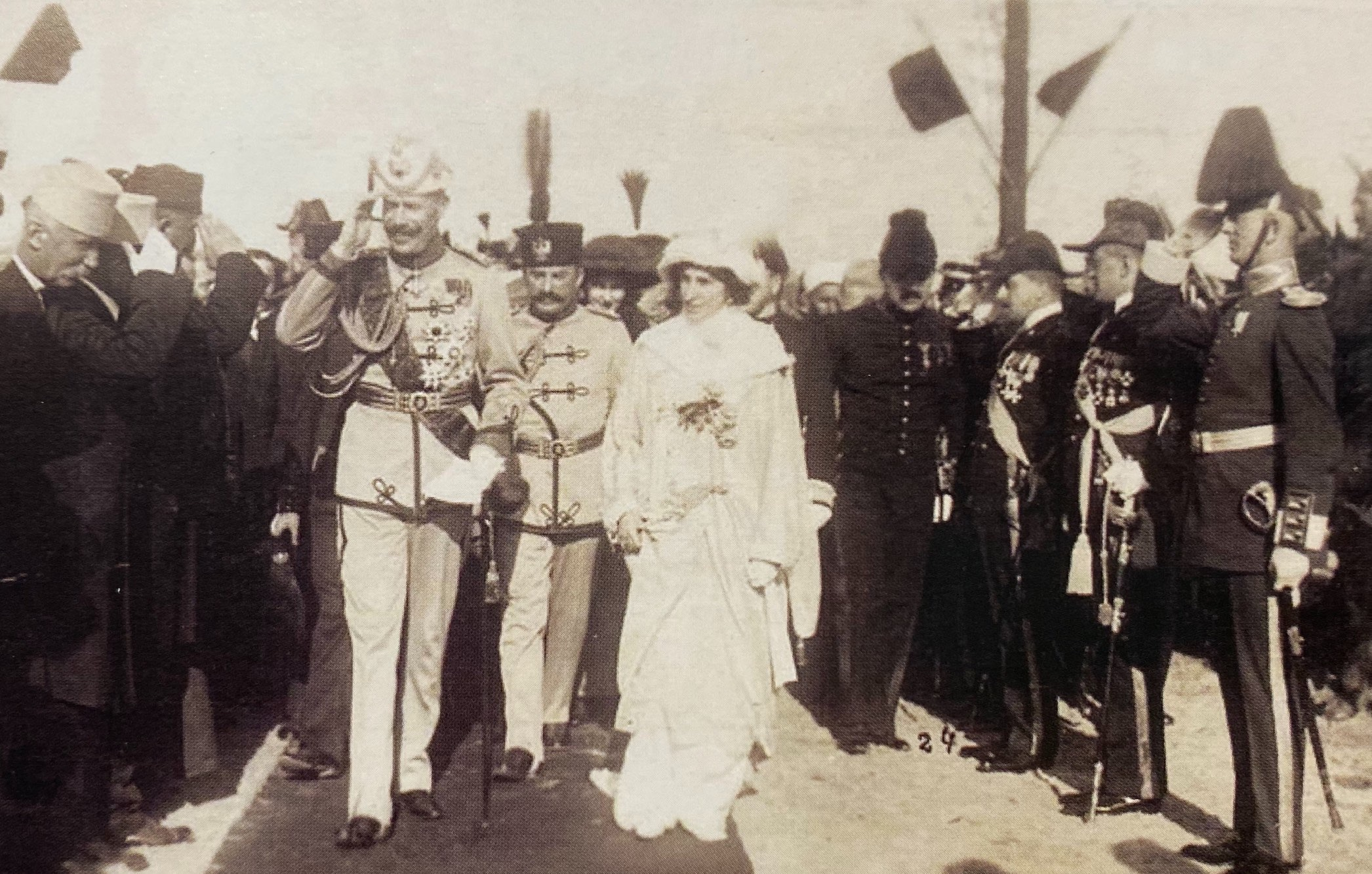
El príncep Guillem i la seva esposa, la princesa Sophie, arribant a Durrës el 7 de març de 1914
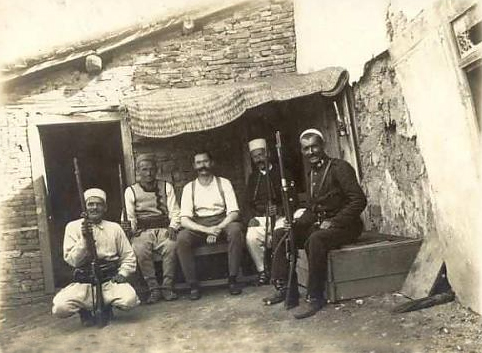
Hendrik Reimers, capità neerlandès de la Gendarmeria Internacional, capturat pels rebels, juny de 1914

El seu breu regnat va resultar turbulent. Immediatament després de la seva arribada van esclatar revoltes de musulmans al centre d'Albània contra el seu primer ministre, Esad Paixà, i contra la dominació estrangera.
Mentrestant, Grècia va encoratjar la formació d'un «govern provisional de l'Epir del Nord» a la part sud del país. Encara que es va fer un acord per atorgar drets addicionals a la minoria grega, l'exèrcit hel·lènic va ocupar el sud d'Albània excloent Berat i Korçë.
La posició de Guillem també va ser minada pels seus propis funcionaris, en particular el mateix Essad Paixà, que va acceptar diners d'Itàlia per finançar una revolta i donar un cop d'estat contra Guillem. Paixà va ser arrestat el 19 de maig de 1914 i jutjat per traïció i condemnat a mort. Només la intervenció d'Itàlia li va salvar la vida i va fugir a Itàlia a l'exili.
L'esclat de la Primera Guerra Mundial va presentar més problemes al príncep Guillem, ja que Àustria-Hongria va exigir que enviés soldats albanesos a lluitar al seu costat. Quan es va negar, citant la neutralitat d'Albània al Tractat de Londres, li van tallar la remuneració que havia estat rebent. Diversos caps tribals i autoanomenats senyors de la guerra van prendre el control del centre i el nord d'Albània. Al sud grec, els líders locals van renunciar al Protocol de Corfú i van prendre el control. El príncep Guillem va abandonar el país el 3 de setembre de 1914.

### Ocupació grega del nord de l'Epir (octubre de 1914)

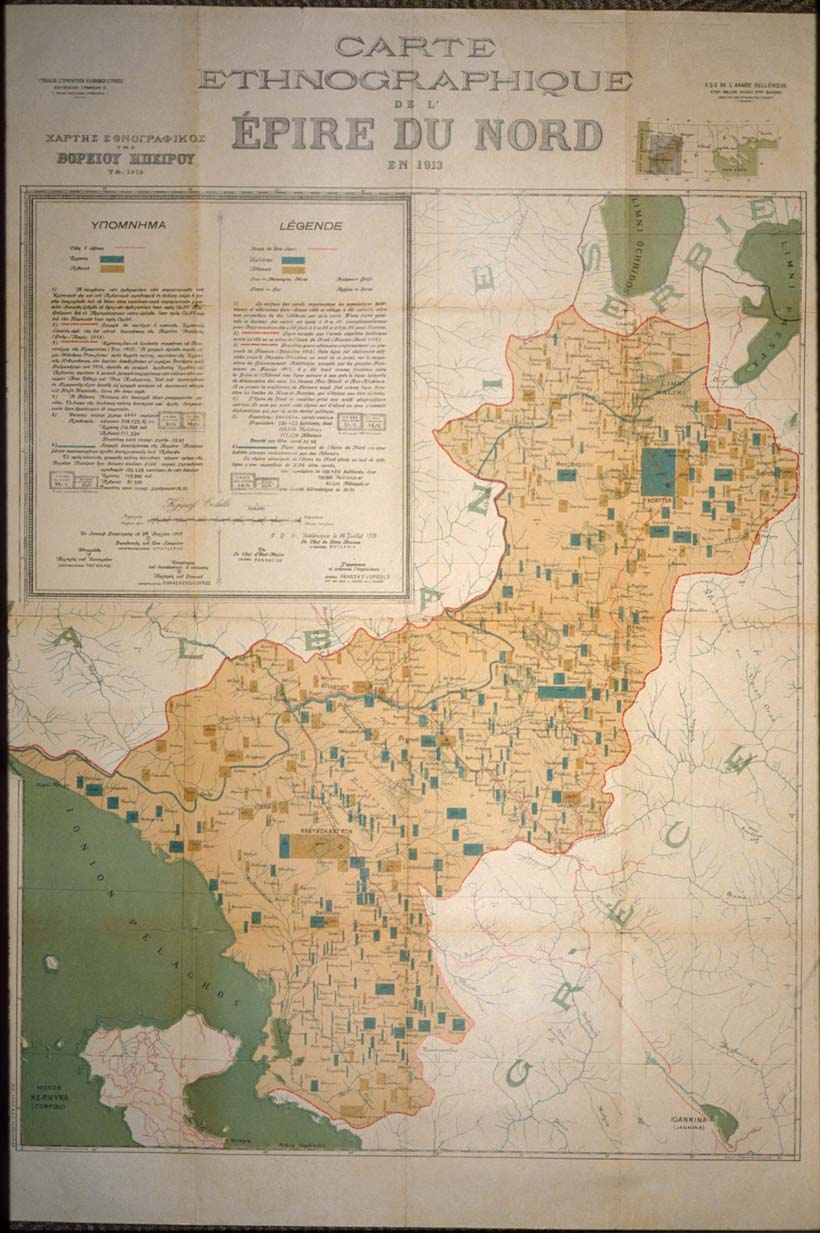
Mapa del nord d'Epir

Els conflictes armats esporàdics van continuar produint-se malgrat la ratificació del Protocol de Corfú, i el 3 de setembre de 1914, el príncep Guillem va marxar del país. En els dies següents, una unitat d'Epir va llançar un atac contra la guarnició albanesa de Berat sense l'aprovació del govern provisional, aconseguint capturar la seva ciutadella durant diversos dies, mentre que les tropes albaneses lleials a Esad Paixà iniciaven operacions armades a petita escala.
Aquests fets van preocupar el primer ministre grec, Eleftherios Venizelos, així com la possibilitat que la situació inestable es pogués escampar fora d'Albània, desencadenant un conflicte més ampli. El 27 d'octubre de 1914, després de rebre l'aprovació de les Grans Potències, el V Cos d'Exèrcit de l'exèrcit grec va entrar a la zona per segona vegada. El govern provisional de l'Epir del Nord va deixar d'existir formalment, declarant que havia complert els seus objectius. Les tropes gregues van travessar la frontera sud d'Albania a finals d'octubre de 1914, reocupant oficialment el sud d'Albània (excloent Vlorë) i establint una administració militar el 27 d'octubre de 1914.
Els italians no estaven contents amb l'ocupació grega i van enviar vaixells per ocupar Vlorë (Avlona o Vallona, com en deien els italians). El 31 d'octubre els italians es van apoderar de l'illa estratègica de Sazan (Sazani o Saseno). Al desembre, Itàlia va reiterar que Albània es mantindria neutral com es va declarar a la Conferència de Londres i que les tropes italianes van ser desembarcades a Avlona amb aquest objectiu.

### Retirada sèrbia i ocupació austrohongaresa (hivern de 1915)

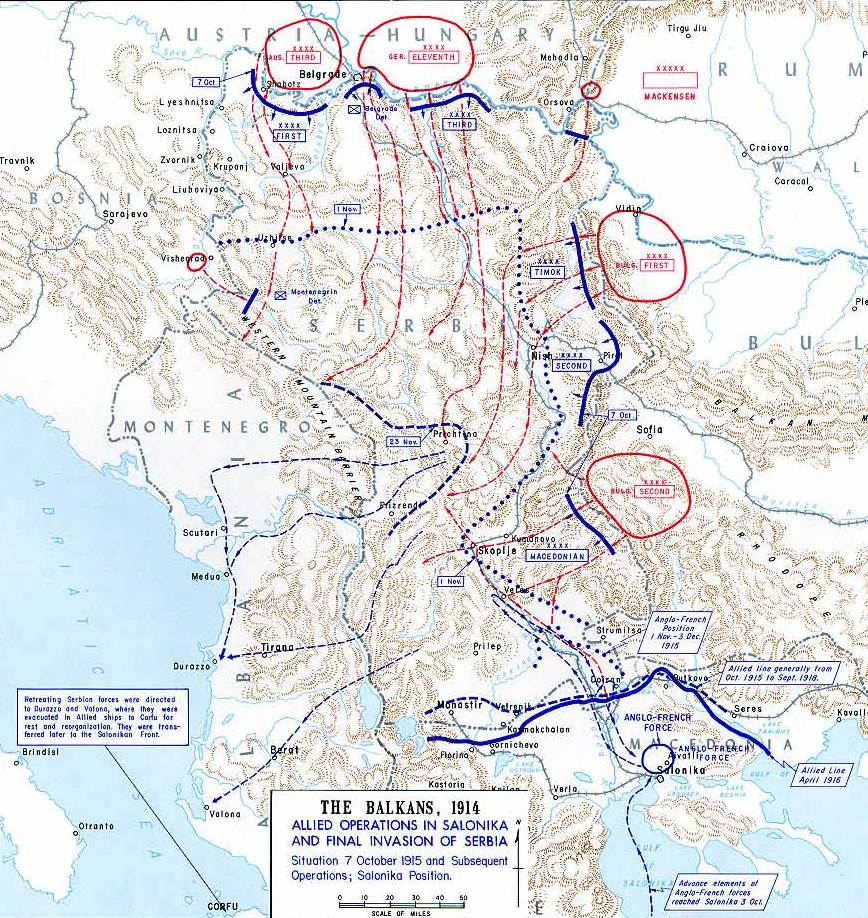
Ofensiva contra Sèrbia dels exèrcits austrohongarès, alemany i búlgar, 1915

A mesura que l'anarquia creixia al nord d'Albània i els grecs es traslladaven al sud, Itàlia va enviar les seves tropes a ocupar Vlorë mentre Sèrbia i Montenegro ocupaven parts del nord d'Albània. Els moviments defensius reeixits durant la campanya sèrbia de la Primera Guerra Mundial van mantenir les Potències Centrals fora d'Albània fins al 1915. Finalment, Bulgària va ser convençuda perquè entrés a la guerra al costat de les Potències Centrals, i els austrohongaresos i alemanys van començar el seu atac contra Sèrbia el 7 d'octubre mentre que el 14 d'octubre de 1915, l'exèrcit búlgar va atacar des de dues direccions enviant els exèrcits serbis al caos.
Després dels atacs de Bulgària i Àustria-Hongria, el líder de l'exèrcit serbi, el mariscal Putnik, va ordenar una retirada completa, al sud i a l'oest a través de Montenegro i a Albània. El temps era terrible, les carreteres dolentes, i l'exèrcit va haver d'ajudar a les desenes de milers de civils que es van retirar amb ells gairebé sense provisions ni menjar. Però el mal temps i les males carreteres també van funcionar per als refugiats, ja que les forces de les Potències Centrals no els van poder pressionar prou, i així van esquivar la captura. Molts dels soldats i civils que fugien no van arribar a la costa; es van perdre a causa de la fam, les malalties, els atacs de les forces enemigues i les bandes tribals albaneses. Les circumstàncies de la retirada van ser desastroses i, tot plegat, només uns 155.000 serbis, la majoria soldats, van arribar a la costa de la mar Adriàtica i es van embarcar en vaixells de transport italians que portaven l'exèrcit a diverses illes gregues (molts a Corfú) abans de ser enviats a Tessalònica. L'evacuació de l'exèrcit serbi d'Albània es va completar el 10 de febrer de 1916. Després del serbi van arribar els exèrcits d'Àustria-Hongria i Bulgària. Ocuparien la major part d'Albània fins a l'ofensiva del Vardar del setembre de 1918.

### Ocupació austrohongaresa d'Albània (1916-1918)
La major part d'Albània estava ocupada per Àustria-Hongria. Albània era considerada un Besetztes Freundesland (País Ocupat Amic). Els austrohongaresos van conservar l'administració local, van formar una gendarmeria albanesa i van obrir escoles. Es va promoure el desenvolupament d'una llengua i una ortografia albanesa adequades per reduir les influències italianes. També van construir carreteres i altres infraestructures. Menys popular va ser el seu intent de confiscar les armes, que eren omnipresents entre la població civil. No obstant això, diversos milers d'albanesos van lluitar al costat dels austrohongaresos contra els aliats, fins i tot quan l'exèrcit italià va desembarcar a Durrës (Durazzo).

Ocupació d'Albània, repartida entre França, Àustria-Hongria i Itàlia, 1914-1916
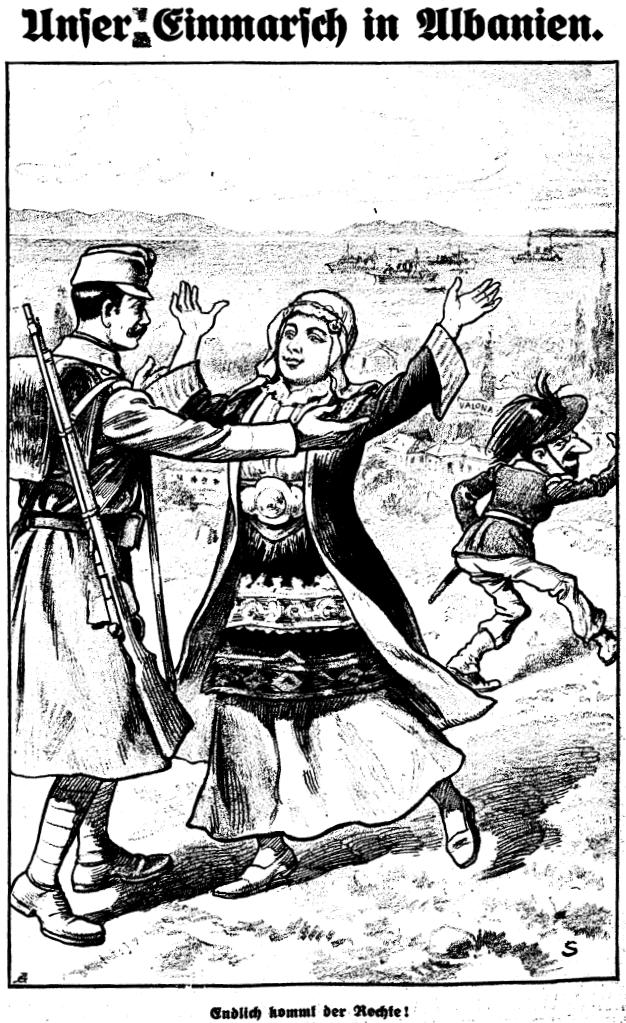
Caricatura sobre l'ocupació d'Albània per les tropes austrohongareses durant la Primera Guerra Mundial. Albània, personificada com una noia amb vestit nacional, acull el soldat austrohongarès amb els braços oberts. Al fons un italià que marxa. Títol: «Per fi arriba el correcte!»

Es va establir l'Administració Militar a Shkodër. Els comandants militars austrohongaresos eren:
- Hermann Kövess von Kövessháza (febrer de 1916 - març de 1916), comandant del 3r Exèrcit
- Ignaz Trollmann (març de 1916 - octubre de 1917), comandant del XIX Cos
- Ludwig Können-Horák (octubre de 1917 - juliol de 1918), comandant del XIX Cos
- Karl von Pflanzer-Baltin (juliol de 1918 - octubre de 1918), comandant del Grup d'Exèrcits d'Albània.

Administrador civil va ser August Ritter von Kral.

### Ocupació búlgara d'Albània (1916-1917)
El 10 de desembre de 1915, l'exèrcit búlgar va creuar el riu Drin, va entrar a Albània i va atacar les posicions de l'exèrcit serbi en retirada. En primer lloc, l'exèrcit búlgar va avançar cap a la vall del riu Mat, amenaçant amb capturar Shkodër i Lezhë.
Hi va haver una rivalitat entre el Regne de Bulgària i Àustria-Hongria per establir la seva influència a Albània. Intentant establir la seva influència a Albània, Bulgària va permetre a Ahmed Zogu establir la seva administració a Elbasan i el va donar suport en els seus intents de reviure el suport al règim de Guillem de Wied. La doble invasió d'Àustria-Hongria i el Regne de Bulgària i la manca de suport per part del Regne de Sèrbia o Itàlia, van obligar Esad Paixà Toptani a abandonar la seva proclamada República d'Albània Central el 24 de febrer de 1916, quan va tornar a declarar la guerra a Àustria-Hongria.
El setembre de 1917, les tropes franceses comandades pel general Maurice Sarrail van emprendre una acció contra els exèrcits d'Àustria-Hongria i Bulgària a Albània. Els exèrcits de Bulgària i Àustria-Hongria es van unir els albanesos dirigits per Hysejn Nikolica.
Les tropes franceses van capturar Pogradec, posant fi a l'ocupació búlgara d'Albània.

### Protectorat francès i italià sobre el sud d'Albània (tardor de 1916)

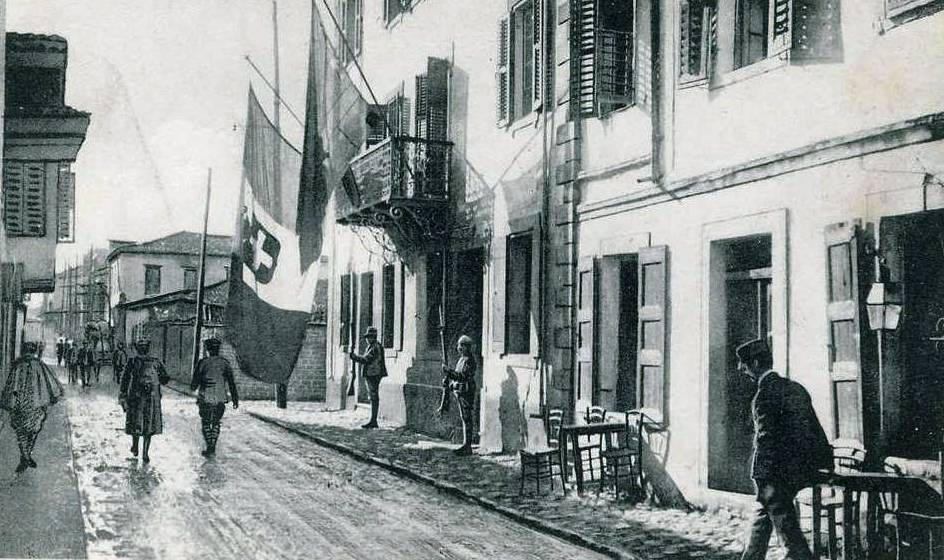
Soldats italians a Vlorë, durant la Primera Guerra Mundial. La bandera tricolor d'Itàlia amb l'escut reial de la Casa de Savoia es mostra penjada al costat d'una bandera albanesa des del balcó del quarter general de la prefectura italiana

El maig de 1916, el XVI Cos italià, uns 100.000 homes sota el comandament del general Settimio Piacentini, va tornar i va ocupar la regió del sud d'Albània a la tardor de 1916, mentre que l'exèrcit francès va ocupar Korçë i els seus voltants el 29 de novembre de 1916. Les forces italianes (a Gjirokastër) i franceses (a Korçë), d'acord principalment amb el desenvolupament del front balcànic, van entrar a l'àrea de l'antiga República Autònoma de l'Epir del Nord (controlada per la minoria grega) la tardor de 1916, després de l'aprovació del Triple Entesa.
L'establiment de la República Autònoma Albanesa de Korçë es va fer el 10 de desembre de 1916 per les autoritats franceses amb un protocol, segons el qual s'establiria una província autònoma als territoris de Korçë, Bilishti, Kolonja, Opar i Gora (a l'est d'Albània). El 12 de desembre de 1916, Itàlia va demanar explicacions a França, a través del seu ambaixador, perquè l'establiment de la República Autònoma Albanesa de Korçë va vulnerar el Tractat de Londres.
Àustria-Hongria va utilitzar el precedent francès a Korçë per justificar la proclamació de la independència d'Albània sota el seu protectorat el 3 de gener de 1917 a Shkodër.
El Regne d'Itàlia va fer el mateix quan va proclamar la independència d'Albània sota el seu protectorat el 23 de juny de 1917, a Gjirokastra. El general Giacinto Ferrero va proclamar aquell dia el Protectorat italià, i les setmanes següents va entrar a Grècia i va ocupar Ioànnina a l'Epir. Ni Gran Bretanya ni França havien estat consultades prèviament, i no van donar cap reconeixement oficial al Protectorat italià. Aquesta república albanesa sota el lideratge de Turhan Përmeti, protegida per 100.000 soldats de l'exèrcit italià, va adoptar oficialment una bandera vermella amb una àguila negra al mig, però va aixecar una tempesta de protestes, fins i tot al Parlament italià.
A la tardor de 1918, els italians van ampliar el seu Protectorat (sense afegir res oficialment a Albània) a zones del nord de Grècia (al voltant de Kastoria) i de l'oest de Macedònia (al voltant de Bítola), conquerides als búlgars i otomans. El 25 de setembre la 35a Divisió italiana va arribar i va ocupar Kruševac, a l'interior de Macedònia occidental.

### El front macedoni (1916-1918)
El front macedoni (també conegut com a Front de Salònica), de la Primera Guerra Mundial es va formar arran d'un intent de les Potències Aliades d'ajudar Sèrbia. Els aliats van poder traslladar l'exèrcit serbi de Corfú a regions de Grècia i Albània on finalment es va establir un front estable, que va des de la costa adriàtica albanesa fins al riu Struma, enfrontant una força aliada multinacional contra l'exèrcit búlgar, que es trobava a diverses vegades reforçat amb unitats més petites de les Potències Centrals restants. El front macedoni es va mantenir força estable, malgrat les accions locals, fins a la gran ofensiva aliada el setembre de 1918.

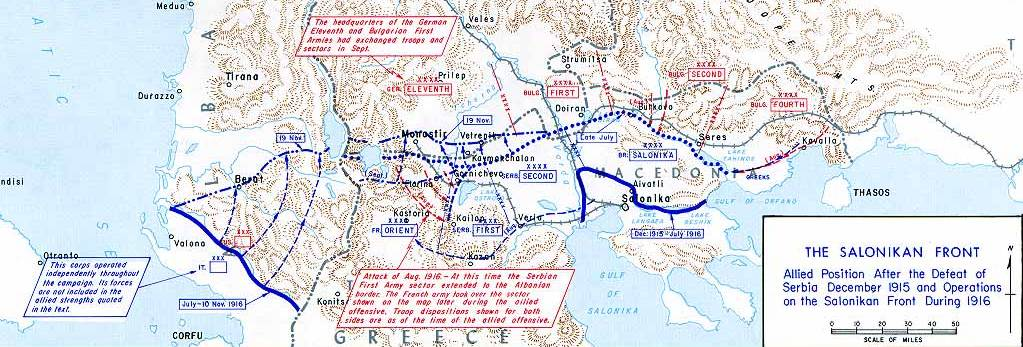
El moviment dels exèrcits al front macedoni, 1916

El setembre del 1918, les forces de l'Entente van trencar finalment les línies de les potències centrals al nord de Tessalònica i en pocs dies les forces austrohongareses van començar a retirar-se d'Albània. El 2 d'octubre de 1918, la ciutat de Durrës va ser bombardejada per ordre de Louis Franchet d'Espèrey, durant la Segona batalla de Durrës. Segons d'Espèrey, el Port de Durrës, si no fos destruït, hauria servit per a l'evacuació dels exèrcits búlgars i alemanys, implicats en la Primera Guerra Mundial. Quan la guerra va acabar l'11 de novembre de 1918, l'exèrcit italià havia ocupat la major part d'Albània; Sèrbia ocupava bona part de les muntanyes del nord del país; Grècia va ocupar un tros de terra dins de les fronteres d'Albània el 1913; i les forces franceses van ocupar Korçë i Shkodër així com altres regions amb poblacions albaneses importants.
En virtut del Tractat secret de Londres signat l'abril de 1915, les potències de la Triple Entesa van prometre a Itàlia que rebria Vlorë (Valona) i terres properes i un protectorat sobre Albània a canvi d'entrar en la guerra contra Àustria-Hongria. A Sèrbia i Montenegro se'ls va prometre gran part del nord d'Albània, i a Grècia se'ls va prometre gran part de la meitat sud del país. El tractat va deixar un petit estat albanès que seria representat per Itàlia en les seves relacions amb les altres grans potències.

## Conseqüències
La confusió política d'Albània va continuar arran de la Primera Guerra Mundial. El país no tenia un únic govern reconegut, i els albanesos tenien temors raonables que Itàlia, Iugoslàvia i Grècia extinguessin la independència d'Albània i divideixin el país. Les forces italianes controlaven l'activitat política albanesa a les zones que ocupaven. Els serbis, que van dictar en gran part la política exterior de Iugoslàvia després de la Primera Guerra Mundial, es van esforçar per fer-se càrrec del nord d'Albània, i els grecs van intentar controlar el sud d'Albània. El 1918, l'exèrcit serbi va devastar 150 pobles de la vall del Drin, al nord d'Albània. Hi va haver una sèrie de massacres realitzades a les regions de Podgor, Rozaj, Gjakova, Rugova i Gusinje i Plav amb l'objectiu de reprimir el moviment de resistència local.
Una assemblea de polítics albanesos de les zones sota control italià es va reunir a Durrës entre el 25 i el 28 de desembre de 1918 sota la direcció de l'antic ministre d'Afers Exteriors Mehmet Konica. El congrés de Durrës va donar lloc a la formació d'un govern provisional albanès dirigit per l'antic primer ministre,Turhan Paixà Përmeti, estranger i hostil a la institució paral·lela dirigida per Esad Paixà.
Al final del conflicte, la qüestió del futur polític d'Albània es va proposar durant les negociacions de pau finals. Esad Paixà va a París per intentar presentar-se com a representant d'Albània a la conferència de pau que es va iniciar el 18 de gener de 1919. En la conferència, inspirada en el principi d'autodeterminació dels pobles expressat en els Catorze punts de Woodrow Wilson, Esad rebutja enèrgicament el que s'havia establert pel pacte de Londres entre Itàlia i la Triple Entesa sobre la partició territorial d'Albània, afirmant la integritat de l'Estat dins de les fronteres traçades pel Tractat de Londres del 30 de maig de 1913. La delegació encapçalada per Përmeti i Konica a la conferència de pau de París va obtenir pocs resultats, tant és així que el gener de 1920, els representants de les potències europees va començar a formular plans concrets per a una partició d'Albània entre Itàlia, Grècia i el Regne dels Serbis; això, combinat amb el fet que el nou executiu és percebut com massa afins als italians, condueix ràpidament a un nou aixecament. El president estatunidenc Woodrow Wilson va intervenir per bloquejar l'acord de París; els Estats Units d'Amèrica van subratllar el seu suport a la independència d'Albània en reconèixer un representant oficial albanès a Washington, DC.
Entre el 28 i el 31 de gener de 1920, una nova assemblea de notables albanesos reunida a Lushnjë va deposar el govern Përmeti i va proclamar la constitució d'un nou executiu amb Sulejman Delvina com a primer ministre, traslladant també la seu de la capital de Durrës a Tirana. El 13 de juny de 1920, Esad va ser víctima d'un intent d'assassinat per part d'Avni Rustemi, un nacionalista democràtic albanès hostil al vell ordre feudal encarnat per Esad.
Albània roman sota l'ocupació dels aliats victoriosos: els francesos mantenen l'administració de la regió de Korçë, mentre que el recentment proclamat Regne dels serbis, croats i eslovens posa sota el seu control les regions de Lumë i Peshkopi al nord-est; la resta del país està sota ocupació militar italiana.
El nou govern aconsegueix recuperar gradualment la sobirania del territori albanès. El 15 de juny de 1920, les últimes forces franceses van abandonar Korçë, tornant el control als albanesos. La situació amb Itàlia, que encara ocupava Vlorë, es va fer cada cop més tensa i va provocar el juny de 1920 una sèrie d'enfrontaments armats entre les tropes italianes i les milícies albaneses organitzades pel nou govern. La guerra de Vlorë es fusiona amb un període de fortes tensions internes a Itàlia en el clima de desmobilització que segueix al final de la Primera Guerra Mundial, tensions que culminen amb la revolta dels Bersaglieri entre el 25 i el 28 de juny; la revolta i el progressiu desinterès pels afers albanesos van empènyer el nou govern de Giolitti a negociar una separació general d'Albània. El 2 d'agost de 1920, un protocol signat entre Roma i Tirana sanciona la renúncia italiana al protectorat sobre Albània i les seves reclamacions territorials sobre Vlorë (amb l'excepció de l'illot de Saseno, que roman sota control italià), i uns mesos més tard, les últimes tropes italianes van abandonar el país. Al nord del país, les relacions amb el nou regne iugoslau es mantenen molt tenses a causa de l'activitat dels kachaks (paraula turca per a «bandits»), guerrillers d'origen albanès que duen a terme incursions a Kosovo i Macedònia sota control serbi, sota el govern del Comitè de Defensa Nacional de Kosovo d'Hasan Prishtina i Bajram Curri, i que va provocar accions de represàlia per part dels iugoslaus a les zones frontereres albaneses; 
El 17 de desembre de 1920, la Societat de Nacions va reconèixer la sobirania d'Albània admetent-la com a membre de ple dret. La situació es va normalitzar gradualment a partir de desembre de 1921, quan es va establir una zona neutral a la frontera entre els dos països sota l'autoritat de la Societat de Nacions, però les fronteres del país romanien inestables.
La situació interna va romandre caòtica durant molt de temps, amb successius governs febles, intents de secessió com el de la República de Mirdita (proclamada pels clans catòlics del nord el juliol de 1921 però reprimida per les tropes del govern central el novembre del mateix any) i intents de cop d'estat. La inestabilitat del país va acabar quan el Parlament va abolir el Principat d'Albània i va proclamar la República Albanesa, conferint poders dictatorials al nou president Ahmet Zogu.